# 晴野なち
晴野 なち（はるの なち、2004年〈平成16年〉6月14日 - ）は、埼玉県出身の女優。2021年デビュー。ブリングスに所属していた。

## 略歴
16歳の時、ブリングスの新人募集を受けて芸能界入りし、2021年公開の映画『砂のフォトグラフ』で映画初出演。同年11月には週刊プレイボーイ（No.49）で初グラビアを飾り「原石美少女」と評される。
2022年4月には週刊ヤングジャンプの『制コレ'22』ファイナリストとなった。

## 人物
- 特技はピアノで、趣味は料理、散歩、パン屋さんめぐり、猫と遊ぶこと。好きな食べ物はちくわで、かまぼこでも笹かまでもなく、生のちくわでないとダメ[4]。
- 2歳上の兄が1人いる[1]。
- 好きな飲み物はりんごジュースで濁っているものではなく透明なものが好き[5]。
- いたずら好きを自称している[4]。
- 夢は「世界一の女優」で、海外進出ではなく、日本の作品でも外国人の役を演じられるようになりたいと話している[4]。

## 出演

### 映画
- 砂のフォトグラフ（2021年6月20日、オデッサ・エンタテインメント） - 岩田部あやめ（少女時代） 役
- 散歩時間〜その日を待ちながら〜（2022年12月9日、ラビットハウス）

### 舞台
- 舞台「くちびるに歌を」（2022年12月10日 - 16日、かめありリリオホール） - マナミ 役

### CM
- 河合塾（2022年）

### ミュージック・ビデオ
- The Black Skirts 「EVERYTHING (Japanese Ver.)」（2021年）

## 書籍
- 週刊プレイボーイ 2021年 No.49（2021年11月22日発売、集英社）
- 週刊ヤングジャンプ 2022年 No.19『制コレ'22』（2022年4月7日発売、集英社）